# Мемориальный зал памяти жертв атомной бомбардировки Хиросимы

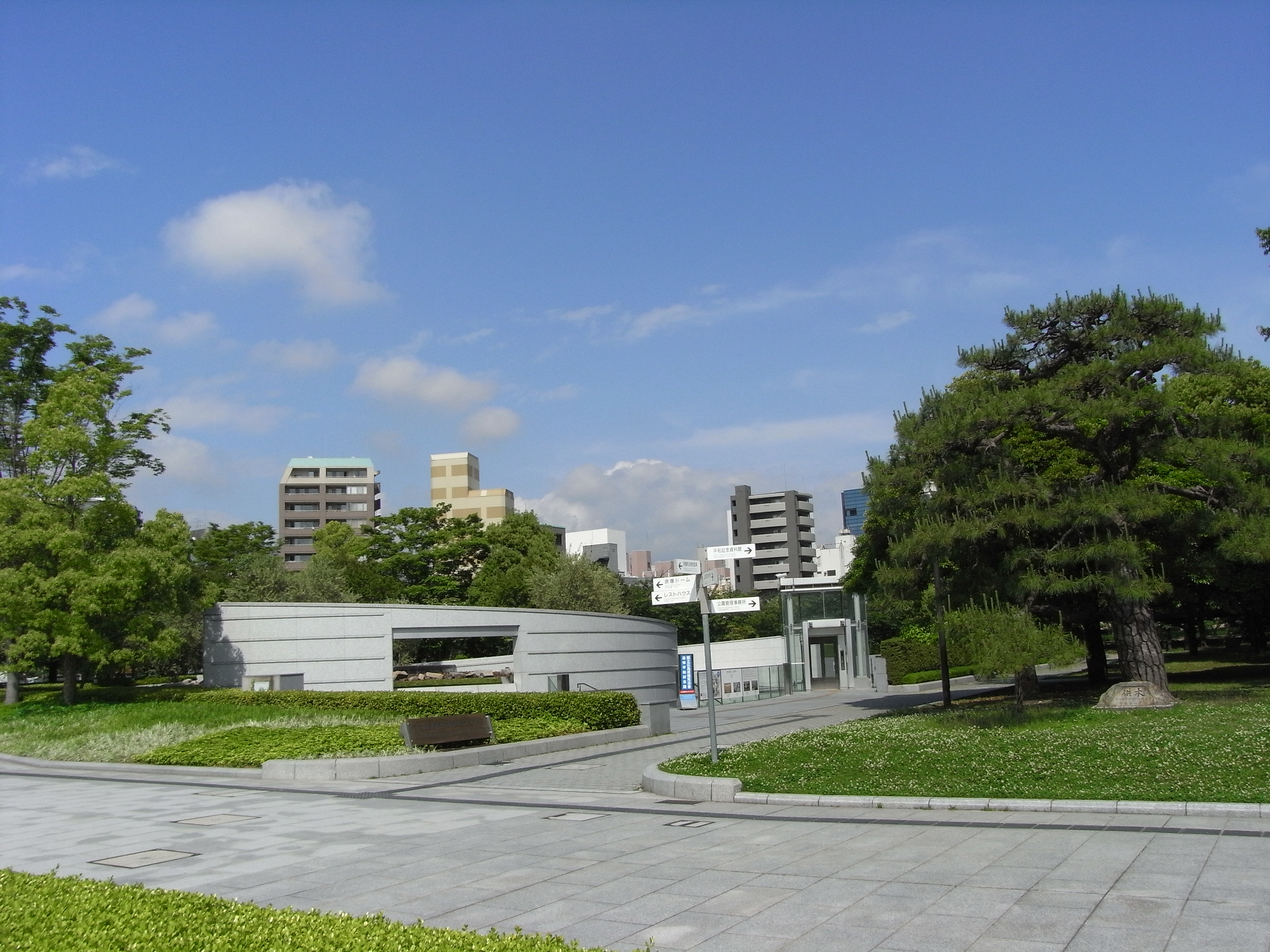
Мемориальный зал мира в Хиросиме

Мемориальный зал мира памяти жертв атомной бомбардировки Хиросимы (яп. 国立広島原爆死没者追悼平和祈念館) — государственный мемориальный зал мира, посвященный жертвам атомной бомбардировки в городе Хиросима, в Японии.

## История
Мемориальный зал был открыт японским правительством в 2002 году в память о жертвах атомной бомбы. Автором проекта является Кэндзо Тангэ.
Существует ещё один государственный мемориальный зал мира, посвященный жертвам атомной бомбардировки в Нагасаки.
Зал находится в Парке Мира рядом с Мемориалом Миру через реку Мотоясу у моста Мотоясу.
Здесь собираются выжившие катастрофы и делятся воспоминаниями об атомной бомбардировке, поминая погибших. Здесь также записываются имена и сохраняются фотографии жертв атомной бомбы.
Коллекция собрания позволяет проследить историю последствий атомной бомбардировки города.
Вход бесплатный.